# Blandade artister
Blandade artister, även diverse artister eller olika artister, på engelska Various Artists, är en term som brukar användas inom musikindustrin då ett flertal artister och grupper samarbetar på en låt eller en samling av låtar.
Singlar utgivna under benämningen blandade artister är ofta skivor där vinsten går till någon form av välgörenhet. I vissa fall där många välkända artister medverkar tillsammans på en singel utges de under ett gruppnamn. Ett exempel på detta är Band Aid, som 1984 spelade in julsången "Do They Know It's Christmas?".
Album som kategoriseras under termen blandade artister är vanligtvis samlingsalbum med musik från ett speciellt årtal, skivbolag eller en genre. Ett exempel är hitsamlingsserien Absolute Music. Det kan även vara en hyllning till en viss artist, grupp eller låtskrivare där olika artister och grupper framför egna coverversioner av artistens, gruppens eller låtskrivarens låtar. Exempel på sådana hyllningar är Den flygande holländaren.